# Zohar Mohamed Zarwan
Zohar Mohamed Zarwan (23 april 1996) is een Sri Lankaans voetballer die bij voorkeur als middenvelder speelt. In 2014 debuteerde hij in het Sri Lankaans voetbalelftal.

## Interlandcarrière
Op 26 augustus 2014 maakte Zarwan in een vriendschappelijke wedstrijd tegen zijn debuut tegen de Seychellen zijn debuut voor het Sri Lankaans voetbalelftal. In de met 1–2 gewonnen wedstrijd scoorde hij in de 56e minuut de gelijkmaker.
| Interlands van Zohar Mohamed Zarwan voor Sri Lanka | Interlands van Zohar Mohamed Zarwan voor Sri Lanka | Interlands van Zohar Mohamed Zarwan voor Sri Lanka | Interlands van Zohar Mohamed Zarwan voor Sri Lanka | Interlands van Zohar Mohamed Zarwan voor Sri Lanka | Interlands van Zohar Mohamed Zarwan voor Sri Lanka |
| №                                                  | Datum                                              | Wedstrijd                                          | Uitslag                                            | Competitie                                         | Goals                                              |
| Als speler van Java Lane Colombo                   | Als speler van Java Lane Colombo                   | Als speler van Java Lane Colombo                   | Als speler van Java Lane Colombo                   | Als speler van Java Lane Colombo                   | Als speler van Java Lane Colombo                   |
| -------------------------------------------------- | -------------------------------------------------- | -------------------------------------------------- | -------------------------------------------------- | -------------------------------------------------- | -------------------------------------------------- |
| 1                                                  | 26 augustus 2014                                   | Seychellen – Sri Lanka                             | 1 – 2                                              | Vriendschappelijk                                  | 1                                                  |
| 2                                                  | 28 augustus 2014                                   | Seychellen – Sri Lanka                             | 3 – 0                                              | Vriendschappelijk                                  | 0                                                  |
| 3                                                  | 24 oktober 2014                                    | Bangladesh – Sri Lanka                             | 1 – 1                                              | Vriendschappelijk                                  | 0                                                  |
| 4                                                  | 27 oktober 2014                                    | Bangladesh – Sri Lanka                             | 1 – 0                                              | Vriendschappelijk                                  | 0                                                  |
| 5                                                  | 12 maart 2015                                      | Sri Lanka – Bhutan                                 | 0 – 1                                              | WK 2018 (kwalificatie)                             | 0                                                  |
| 6                                                  | 17 maart 2015                                      | Bhutan – Sri Lanka                                 | 2 – 1                                              | WK 2018 (kwalificatie)                             | 1                                                  |

Bijgewerkt op 4 juni 2015